# Joop Schepers
Joop Schepers (Almelo, 16 juni 1940 - 18 september 2009) was een Nederlands politicus.
Van 1972 tot 1990 was Schepers lid van de gemeenteraad van Almelo namens de CPN. Bekend is een foto uit 1985 toen hij met een pony door Almelo liep uit protest naar het gemeentebestuur tegen het overtollige groen; het vee moet het dan maar weggrazen. Toen de CPN begin jaren '90 ophield te bestaan, richtte hij met oud-burgemeester Frits Schneiders en Marcel Hubers in 1994 een lokale partij, het Almelo's Burger Collectief (ABC), op dat een campagnebudget had van slechts 1500 gulden. De partij behaalde toen 2 zetels. Daarnaast was Schepers ook Statenlid in de provincie Overijssel. Onderlinge geschillen maakten dat Schepers en Hubers in 1997 verder gingen door BurgerBelangen Almelo (BBA) op te richten. In 2001 zegde Schepers zijn lidmaatschap op. Bij de gemeenteraadsverkiezingen van 2006 ging BBA een lijstverbinding aan met het Almelo's Liberaal Alternatief. In 2008 lukte het Schepers het AOV en ABC samen te laten gaan met ALA. In 2014 keerde na acht jaar BBA weer terug te keren met 3 raadszetels onder aanvoering van Louis Kampman. Direct daarna werd één fractie gevormd met ALA en Almelooooo tot Lokaal Almelo Samen.